# Tersianka (hromada Nowomykołajiwka)
Tersianka (ukr. Терсянка) – wieś na Ukrainie, w obwodzie zaporoskim, w rejonie zaporoskim, w hromadzie Nowomykołajiwka. W 2001 liczyła 444 mieszkańców, spośród których 412 wskazało jako ojczysty język ukraiński, 30 rosyjski, a 2 inny.